# ガンバレルーヤの週末移住バラエティ 冠ルーヤ
『ガンバレルーヤの週末移住バラエティ 冠ルーヤ』（ガンバレルーヤのしゅうまついじゅうバラエティ かんむりルーヤ）は、日本海テレビで2021年5月15日から放送されているバラエティ番組であり、ガンバレルーヤの冠番組でもある。

## 概要
ガンバレルーヤの地上波初冠レギュラー番組。よしこはYouTubeでの「自転車でパチンコ屋を回る番組」以外は初冠番組となるが、まひるは地元の鳥取県西伯郡大山町かつ日本海テレビの放送エリアでもある山陰地方で全国区タレントのレギュラー番組として放送されることになり、同局の開局63年にして「社運を賭けた」初の試みでもあった。
毎回1つの町にて家を借り、1泊2日で町のことを知って山陰地方の魅力を再発見していくといった内容である。なお、初回はまひるが卒業した米子松蔭高等学校のある米子市からの放送開始となり、第0話として放送された。
番組終了後には日テレ無料TADA!・TVerで放送後1週間限定配信、Hulu・FANYチャンネル・Leminoでも配信されている。YouTubeでは、次回の予告をドライブトーク形式で配信されている。
同番組は「日本海テレビアプリ」と連動し、視聴者から寄せられた質問に2人が答えるスピンオフ音声動画「もうちょっと冠ルーヤ」が配信されている。

## 主な出来事
- 当初は、1つの市町村は3回シリーズで取り上げられ、シリーズ終了後の翌週には「未公開スペシャル」としてシリーズ中の未公開シーンを含めた総集編を日本海テレビアナウンサー・中尾真亜理のナビゲートで放送していた（話数カウントは「〇.5話」となる。）。
- 放送初回（第0話）の2021年5月15日と翌週（第1話）の5月22日、「鳥取市編」第1回（第7話）が放送された9月4日、「リベンジ松江市編」第1回（第34話）が放送された2022年5月14日には、中尾とスタッフが中尾の担当番組でもある『オンガクお嬢Remix』のYouTubeで当番組ロケの裏側をトークする「実況生配信」を実施した。
- 第4話 - 第6話の「松江市編」は、東京都等に緊急事態宣言が発出され、ガンバレルーヤが山陰でのロケができなくなったため東京にある日本海テレビ東京支社からのリモート出演となった（松江にある日本海テレビ島根総局とリモート接続。）。
- 第7話 - 第10話の「鳥取市編」からは、1つの市町村は4回シリーズで取り上げられるようになった（ただし、第15話～17話の「安来市編」は3回シリーズ。）。
- 第22話の「邑南町編」第1回（2022年1月29日）では、まひる・よしこ・中尾が邑南町三江線鉄道公園宇都井駅公園（旧JR三江線宇都井駅） - 第三江川橋梁（島根県・広島県県境を流れる江の川にかかる橋。左岸が島根県邑南町、右岸が広島県三次市。）間でトロッコに往復乗車した（実際に右岸（広島県側）まで渡っている）。これが山陰地方以外では初のロケとなった。なお、ロケ当時、広島テレビ（広島県側の日テレ系列局）ではネットされていなかったが、後にネットを開始した。
- 第26話 - 第29話の「三朝町編」は、「温泉スペシャル」として三朝温泉の旅館に宿泊した[注 1]。
- 「リベンジ松江市編」第1回（第34話）では松江城から上定昭仁（松江市長）が、「岩美町編」第1回（第38話）では道の駅きなんせ岩美から中尾の母が、「大山町編」第1回（第78話）では大山町役場から竹口大紀（大山町長）がそれぞれゲストとして出演した。
- 「雲南市編」第2回（第43話）では奥出雲葡萄園でのロケ中に突然集中豪雨となり、中尾が急遽現場からスマートフォンを使ってレポート映像を報道部に送り、その映像が当日（2022年6月24日）の『ニュースevery日本海』で放送された（小田原安理（日本海テレビ島根総局報道記者）が鳥取県米子市から中継した後、中尾が島根県雲南市から中継した。）。なお、中尾は2022年8月1日に社内表彰され、報道制作局長賞を受賞した[4][5][6][7]。
- 2022年9月22日（お嬢祭り!2日前）には、中尾とスタッフが『1ちゃん!日本海テレビ』のYouTubeで当番組、ならびに中尾の担当番組でもある『THE 競りメンタリー ～競りに賭ける家族の物語～』[8][注 2]、中尾が声優として出演した『ラブオールプレー』第24話[注 3]の3番組のロケの裏側とお嬢祭り!の前日（2022年9月23日[注 4]）・当日（2022年9月24日[注 5]）のスケジュールをトークする「お嬢祭イブイブ生配信」（20:00頃 - 21:40頃）を実施した[9][10]。
- 「津和野町編」第1回（第50話）が放送された2022年9月24日（お嬢祭り!当日[注 5]）には、中尾とスタッフが『1ちゃん!日本海テレビ』のYouTubeで当番組と『THE 競りメンタリー ～競りに賭ける家族の物語～』『ラブオールプレー』第24話の3番組のロケの裏側をトークする「実況生配信」（14:30頃 - 18:20頃。14:55 - 15:00は『もうすぐ競りメンタリー』[注 6]と同時生配信）を実施した[11][10]。
- 本番組の放送枠である土曜16時台は全国ネット枠の特別番組が組まれることが多く、それにより放送時間変更（繰り上げ）、放送日繰り下げ（日曜）または休止する場合がある（休止の場合、翌週土曜（2021年5月20日から2023年3月17日まで、2024年4月12日から2025年3月28日までは翌週金曜（木曜深夜）、2023年4月14日から2024年4月5日までは翌週金曜）の再放送も休止となる[注 7]）。
  - ただし、全国ネット枠の特別番組の事前番組がローカルセールス枠の場合はネットせず、通常通り当番組を放送する場合がある（この場合、直前番組終了後に事前番組のクロスプログラム（「一部地域を除く」という表示はない場合がある。その場合、日本海テレビ側が同様のテロップを挿入することもない）を差し替えずにそのまま放送したにもかかわらず、当番組に差し替えられることがある）。
  - 『日テレ系音楽の祭典 ベストアーティスト』の事前番組の場合は、直前番組『ゴルフ日本シリーズJTカップ 3日目』終了後に放送される事前番組のクロスプログラム（「一部地域を除く」という表示はない。また、日本海テレビ側が同様のテロップを挿入することもない）はネットするが、事前番組はネットせず、当番組に差し替える。
    - 2022年12月3日は直前番組の『第59回ゴルフ日本シリーズJTカップ 3日目』（15:00 - 16:25）終了後に『ベストアーティスト2022 夜まで待てないスペシャル』[注 8]（16:25 - 17:00（生放送）、『日テレ系音楽の祭典ベストアーティスト2022』の事前番組ではあるが、ローカルセールス枠）のクロスプログラム（「一部地域を除く」という表示はなかった。また、日本海テレビ側が同様のテロップを挿入することもなかった）を差し替えずにそのまま放送したにもかかわらず、『ベストアーティスト2022 夜まで待てないスペシャル』を当番組に差し替え、「川本町編」第1回（第58話）が放送された。
    - 2023年12月2日は『ベストアーティスト直前生放送』[注 9]（16:25 - 16:30、『日テレ系音楽の祭典ベストアーティスト2023』の事前番組ではあるが、ローカルセールス枠）などを当番組に差し替え、「鳥取市青谷町編」第1回（第98話）が放送された。
    - 2024年11月30日は直前番組の『第61回ゴルフ日本シリーズJTカップ 3日目』（15:00 - 16:25）終了後に『ベストアーティスト直前生放送』[注 10]（16:25 - 16:55（生放送）、『日テレ系音楽の祭典ベストアーティスト2024』の事前番組ではあるが、ローカルセールス枠）のクロスプログラム（「一部地域を除く」という表示はなかった。また、日本海テレビ側が同様のテロップを挿入することもなかった）を差し替えずにそのまま放送したにもかかわらず、『ベストアーティスト直前生放送』を当番組に差し替え、「境港市編」第1回（第138話）が放送された。

  - 土曜が毎年1月第2月曜（成人の日）の前々日にあたる場合は、『全国高等学校サッカー選手権大会 準決勝（2試合）』中継（日本テレビを中心とした民間放送43社共同制作であるため、準決勝2試合（毎年1月第2月曜の前々日）・決勝1試合（毎年1月第2月曜（成人の日））の合計3試合は地元校が敗退した場合でも必ずネットしなければならない。ただし、編成の都合上、日テレ系以外の一部の局は録画ネット）のため、放送枠を確保できず、1日繰り下げて日曜午後に変更される（実際にこのケースが発生したのは2025年の第103回大会・第143話から）。
- また、1つの市町村編が終了し、次の1つの市町村編が始まるまでの間に1週休止する場合がある（この場合、翌週土曜（2021年5月20日から2023年3月17日まで、2024年4月12日から2025年3月28日までは翌週金曜（木曜深夜）、2023年4月14日から2024年4月5日までは翌週金曜）の再放送も休止となっていた。2023年4月14日から2024年4月5日までは翌週金曜の再放送を翌々週金曜（木曜深夜）、2024年4月5日は翌々週金曜に、2025年4月5日からは翌々週土曜に、それぞれ繰り下げ、翌週土曜（以前は翌週金曜）を休止としていた[注 11][注 7]。）。
- 2023年1月3日は椿鬼奴（ガンバレルーヤの大先輩）を迎え、初の1時間スペシャル（15:00 - 15:55）を放送した。なお、このスペシャルはよしこの地元の愛知県豊田市を放送エリアに含む中京テレビでも2023年5月14日（5月13日深夜）の『土曜バラエティ』枠内（0:55 - 1:55）で放送されたほか、多くの日本テレビ系列局で放送された。
- 2023年4月14日（4月8日放送分（第70話））からは翌週の再放送が金曜 15:50 - 16:20に変更された[注 12]。
- 2023年6月17日から7月8日まで、まひるの地元でもある「大山町編」（第78話 - 第81話）を放送した。
- 2023年7月15日から8月5日まで、番組初の離島ロケとなる「隠岐の島町編」（第82話 - 第85話）を放送した。
- 2023年8月19日から9月9日まで、まひるの祖父母の地元でもある「江府町編」（第86話 - 第89話）を放送した。
- 2023年9月23日から10月14日まで、「若桜町編」（第90話 - 第93話）を放送した。なお、ロケ自体は2023年8月16日（第90話 - 第92話）・8月17日（第92話・第93話）に行われたが、前日の8月15日に台風7号の影響で鳥取県に線状降水帯が発生し、大雨特別警報が発表され、鳥取県東部・中部地域の多くが台風7号で被災した関係で、ロケの予定を一部変更した[12]。
- 「若桜町編」第2回（第91話）が放送される2023年9月30日（お嬢祭2023当日[注 13]）には、中尾とスタッフが『1ちゃん!日本海テレビ』のYouTubeで当番組と、ならびに中尾の担当番組でもある日本海テレビ開局65周年記念番組『令和版 虎の穴 ～そこに飛び込む理由～』[13][14][15][16][17][18][19][20][21][22][23][注 14]の2番組のロケの裏側をトークする「実況生配信」（14:30頃 - 17:00頃。14:55 - 15:00は『もうすぐ虎の穴』[注 15]と同時生配信）を実施した[24][25]（ただし、10月1日未明（9月30日深夜）の『オンガクお嬢Remix』の実況生配信は実施しない）。
- 第98話 - 第101話の「鳥取市青谷町編」からは、合併によって広くなった市町村については特定の地域を取り上げられるようになった。
- 2023年12月16日に放送100回を達成した。
- 2024年4月5日（3月9日放送分（第109話））からは翌週の再放送が金曜 2:40 - 3:10（木曜深夜）に変更された。
- 2024年4月6日から4月27日まで、北村晏乃（日本海テレビ報道記者（当時）、現在は『One』ディレクター）の地元でもある「浜田市編」（第110話 - 第113話）を放送した。
- 2024年4月26日（4月20日放送分（第112話））からは翌週の再放送が金曜 2:30 - 3:00（木曜深夜）に変更された[注 16]。
- 2024年6月15日から7月6日まで、初めて山陰地方を飛び出し（厳密には、2022年1月29日の「（島根県）邑南町編」（第22話）で、トロッコのコースの関係で広島県三次市でもロケを行った。）、「（岡山県）津山市編」（第118話 - 第121話）を放送した[26][27][28]。なお、ロケ当時、西日本放送（RNC、現地の日テレ系列局）ではネットされておらず、津山市編のネットも未定であることから、中尾が番組のPRポスターを配布した[注 17]。また、ロケ自体は2024年4月7日（第118話 - 第120話）・4月8日（第120話・第121話）に行われたが、第42回全日本・第41回中国地区レディースバドミントン大会年齢別競技会鳥取県予選会（2024年4月7日、北栄町大栄体育館）[29][30]と日程が重なったため、現役バドミントン選手でもある中尾はこの大会を欠場した。
- 2024年6月29日（第120話）は馬田勉（日本海テレビ報道制作局次長、『One』チーフプロデューサー）がどうしても会いたいということで登場した。
- 2024年11月8日（11月2日放送分（第134話））からは翌週の再放送が金曜 2:40 - 3:10（木曜深夜）（ただし11月8日のみ『news zero』の5分拡大に伴い5分繰り下げ（2:45 - 3:15））に変更された[注 18]。
- 2025年1月4日から1月25日まで、「（広島県）三次市編」（第142話 - 第145話）を放送した。なお、広島テレビ（現地の日テレ系列局）[注 19]でもネットされているが、日テレ無料TADA!・TVerでの無料配信は日本海テレビで放送後1週間限定となっていることから、中尾が番組のPRポスターを配布した[注 17]。
- 第143話は本来の2025年1月11日（土曜）が『第103回全国高等学校サッカー選手権大会 準決勝（「東福岡×前橋育英」と「流経大柏×東海大相模」の2試合）』（日本テレビを中心とした民間放送43社共同制作、1月11日 12:00 - 16:20）、『決勝進出2校が決定! 準決勝ハイライト第103回全国高等学校サッカー選手権大会 準決勝直後ハイライト』（日本テレビを中心とした民間放送43社共同制作、1月11日 16:20 - 16:50（日テレ系以外は非ネット））編成（いずれも民間放送43社共同制作で、準決勝2試合（1月11日）・決勝1試合（1月13日、「前橋育英×流経大柏」）の合計3試合は地元校が敗退した場合でも必ずネットしなければならない（ただし、編成の都合上、日テレ系以外の一部の局は録画ネット））のため、放送枠を確保できず、1日繰り下げて2025年1月12日（日曜） 15:00 - 15:30に変更された[31][注 20]。
- 2025年2月8日からの「鳥取市鹿野町編」（第146話 - 第149話）では、中尾（まっさん、お嬢）が体調不良のためロケを欠席し、後日、ワイプ出演した（ナレーターは中尾が担当）。
- 2025年2月22日（第148話）は、2024年7月26日に新潟市東総合スポーツセンターで開催された「第42回全日本レディースバドミントン選手権大会都道府県対抗 予選リーグ Aブロック（山形県代表・群馬県代表・鳥取県代表・熊本県代表）」（3複（フリー、40歳以上、50歳以上）の年齢別対抗戦）に鳥取県代表（フリー：中尾真亜理・橋尾佳那）として中尾が出場し、そのうち、A-6試合（鳥取県代表×群馬県代表）のフリーのVTRが放送された[32][33]。
- 2025年2月28日（2月22日放送分（第148話））からは翌週の再放送が金曜 2:30 - 3:00（木曜深夜）に変更された[注 21]。
- 2025年3月15日から2025年4月5日まで、まひるの地元でもある「大山町編」（第150話 - 第153話）を放送した。
- 2025年4月5日（3月29日放送分（第152話））からは翌週の再放送が土曜 5:25 - 5:55に変更された。
- 2025年4月19日から、「（岡山県）真庭市編」（第154話 - 第157話）を放送予定。

## 出演者
- ガンバレルーヤ（まひる、よしこ）[34] - MC
  - まひる - まーちゃん。
  - よしこ - よっちゃん。
- 中尾真亜理（日本海テレビアナウンサー、女子バドミントン選手）[注 22][35][36][37] - まっさん、お嬢。ナビゲーター[34]およびナレーターを担当。
  - #146 - #149は体調不良のため欠席し、後日、ワイプ出演した。#148は、2024年7月26日に新潟市東総合スポーツセンターで開催された「第42回全日本レディースバドミントン選手権大会都道府県対抗」（3複（フリー、40歳以上、50歳以上）の年齢別対抗戦）に鳥取県代表（フリー：中尾真亜理・橋尾佳那）として出場し、そのVTRが放送された。

### ゲスト
- 森田千夏（旧姓：山本、#1、#153） - ちなちゃん。まひるの親友。2024年に結婚した。
- 福谷貞夫（日本海テレビアナウンサー（アナウンス責任者）、#8）
- 左右田禎子（日本海テレビアナウンサー（当時。現：福島放送アナウンサー）、#8）
- 岩本泰平（日本海テレビアナウンサー、#8）
- 上定昭仁（松江市長、#34）
- 中尾紀美恵（#38） - 中尾真亜理（まっさん、お嬢）の母。
- 刄田綴色（東京事変ドラマー、#61）
- 椿鬼奴（2023年1月3日、新春1時間スペシャル） - まささん。
- 竹口大紀（大山町長、#78）
- 吉田昌弘（とっとり弥生の王国青谷弥生人そっくりさん初代グランプリ、#101）
- 堺陽二（ディオッサ出雲F.C. 監督、#123）
- 宮武里奈（ディオッサ出雲F.C. DF、#123）
- 佐藤瑞貴（ディオッサ出雲F.C. MF、#123）
- 原美埜里（ディオッサ出雲F.C. MF、#123）
- 橋尾佳那（タシマボーリング地下海水井戸陸上養殖センタースタッフ、女子バドミントン選手、#148）[38] - ロケには登場していないが、2024年7月26日に新潟市東総合スポーツセンターで開催された「第42回全日本レディースバドミントン選手権大会都道府県対抗」（3複（フリー、40歳以上、50歳以上）の年齢別対抗戦）に鳥取県代表（フリー：中尾真亜理・橋尾佳那）として出場し、そのVTRが放送された。
- 森田圭（#153） - ちなちゃんの夫。2024年に結婚した。

## ナレーター
- 中尾真亜理（日本海テレビアナウンサー、女子バドミントン選手）
- 福谷貞夫（日本海テレビアナウンサー（アナウンス責任者）、#36、#75、#76、#115、#116） - 1周年記念クイズ（#36）、2周年記念クイズ（#75、#76）、3周年記念クイズ（#115、#116）

## 放送リスト
日付はJST。

### 2021年
| #   | 放送日 （日本海テレビ） | タイトル                     | ロケ地         | 備考      | 出典          |
| --- | ----------------------- | ---------------------------- | -------------- | --------- | ------------- |
| 0   | 5月15日                 | 準備!準備!準備!              | 鳥取県米子市   |           | [ 39 ]        |
| 1   | 5月22日                 | プレイボール!                | 鳥取県米子市   |           | [ 39 ]        |
| 2   | 5月29日                 | 乾杯                         | 鳥取県米子市   |           | [ 39 ]        |
| 3   | 6月12日                 | 生放送!!                     | 鳥取県米子市   | [ 注 23 ] | [ 39 ] [ 40 ] |
| 3.5 | 6月26日                 | まさかの未公開SP!!           | 鳥取県米子市   |           | [ 39 ]        |
| 4   | 7月17日                 | はじめてのリモート           | 島根県松江市   |           | [ 41 ]        |
| 5   | 7月24日                 | 大女優とブルーシート         | 島根県松江市   |           | [ 41 ]        |
| 6   | 8月14日                 | しじみ                       | 島根県松江市   |           | [ 41 ]        |
| 6.5 | 8月28日                 | 松江編!大反省会              | 島根県松江市   |           | [ 41 ]        |
| 7   | 9月4日                  | まーちゃんとまっさん         | 鳥取県鳥取市   |           | [ 42 ]        |
| 8   | 9月11日                 | カキに溺れる女               | 鳥取県鳥取市   |           | [ 42 ]        |
| 9   | 9月25日                 | Wi-Fiとんでます              | 鳥取県鳥取市   |           | [ 42 ]        |
| 10  | 10月2日                 | セミとスイカと夏の終わり     | 鳥取県鳥取市   |           | [ 42 ]        |
| 11  | 10月23日                | ハリーポッターとクリスの部屋 | 鳥取県倉吉市   |           | [ 43 ]        |
| 12  | 10月30日                | WASABI                       | 鳥取県倉吉市   |           | [ 43 ]        |
| 13  | 11月6日                 | 本当の第一話                 | 鳥取県倉吉市   |           | [ 43 ]        |
| 14  | 11月13日                | 剃り込み                     | 鳥取県倉吉市   |           | [ 43 ]        |
| 15  | 11月20日                | 館長にカンチョー             | 島根県安来市   |           | [ 44 ]        |
| 16  | 11月27日                | 今日はえ～ひだ               | 島根県安来市   |           | [ 44 ]        |
| 17  | 12月4日                 | おじゃぶーとレンコン         | 島根県安来市   |           | [ 44 ]        |
| 18  | 12月18日                | ボーノ、ボーノ、ボニッシモ!  | 鳥取県湯梨浜町 |           | [ 45 ]        |
| 19  | 12月25日                | 赤顔のトナカイ               | 鳥取県湯梨浜町 |           | [ 45 ]        |

### 2022年
| #  | 放送日 （日本海テレビ） | タイトル                                | ロケ地                    | 備考                                | 出典                                  |
| -- | ----------------------- | --------------------------------------- | ------------------------- | ----------------------------------- | ------------------------------------- |
| 20 | 1月15日                 | 年の初めの「おざいぜん」                | 鳥取県湯梨浜町            |                                     | [ 45 ]                                |
| 21 | 1月22日                 | 野猿の叫び                              | 鳥取県湯梨浜町            |                                     | [ 45 ]                                |
| 22 | 1月29日                 | スタンド・バイ・ミー                    | 島根県邑南町 広島県三次市 | [ 注 25 ]                           | [ 46 ] [ 47 ]                         |
| 23 | 2月5日                  | まひるのサラダ記念日                    | 島根県邑南町              |                                     | [ 46 ]                                |
| 24 | 2月12日                 | アベバいっとく?                         | 島根県邑南町              | 3時間30分繰り上げ （12:55 - 13:25） | [ 46 ]                                |
| 25 | 2月19日                 | RIKACOと菅田将暉                        | 島根県邑南町              | 1時間30分繰り上げ （14:55 - 15:25） | [ 46 ]                                |
| 26 | 2月26日                 | 温泉SP～ラドン篇～                      | 鳥取県三朝町              |                                     | [ 48 ]                                |
| 27 | 3月5日                  | 温泉SP～湯けむりスナイパー篇～          | 鳥取県三朝町              |                                     | [ 48 ]                                |
| 28 | 3月12日                 | 温泉SP～カニざんまい篇～                | 鳥取県三朝町              |                                     | [ 48 ]                                |
| 29 | 3月19日                 | 温泉SP～うま寺スイーツ篇～              | 鳥取県三朝町              |                                     | [ 48 ]                                |
| 30 | 4月9日                  | サヨナラ馬田P～お味よしこ篇～           | 鳥取県八頭町              |                                     | [ 49 ]                                |
| 31 | 4月16日                 | サヨナラ馬田P～つーくんとチル篇～       | 鳥取県八頭町              | 2時間30分繰り上げ （13:55 - 14:25） | [ 49 ] [ 50 ]                         |
| 32 | 4月23日                 | サヨナラ馬田P～それぞれのフィールド篇～ | 鳥取県八頭町              | [ 注 30 ]                           | [ 49 ] [ 51 ]                         |
| 33 | 4月30日                 | サヨナラ馬田P～涙のエール篇～           | 鳥取県八頭町              |                                     | [ 49 ] [ 52 ]                         |
| 34 | 5月14日                 | 祝!1周年SP～コロッケと森高篇～          | 島根県松江市              | [ 注 31 ]                           | [ 53 ] [ 54 ]                         |
| 35 | 5月21日                 | 祝!1周年SP～ハイ、先生篇～              | 島根県松江市              |                                     | [ 53 ] [ 55 ]                         |
| 36 | 5月28日                 | 祝!1周年SP～クイズ女王は誰だ!?篇～      | 島根県松江市              |                                     | [ 53 ] [ 56 ]                         |
| 37 | 6月4日                  | 祝!1周年SP～鬼コーチ再び篇～            | 島根県松江市              | 1時間30分繰り上げ （14:55 - 15:25） | [ 53 ] [ 57 ]                         |
| 38 | 6月18日                 | Mother                                  | 鳥取県岩美町              |                                     | [ 58 ] [ 59 ] [ 60 ]                  |
| 39 | 6月25日                 | まーちゃんVSまお                        | 鳥取県岩美町              | 2時間30分繰り上げ （13:55 - 14:25） | [ 58 ] [ 61 ]                         |
| 40 | 7月2日                  | ミスター逆REC                           | 鳥取県岩美町              | 2時間30分繰り上げ （13:55 - 14:25） | [ 58 ] [ 62 ]                         |
| 41 | 7月9日                  | インディよしこ                          | 鳥取県岩美町              | 2時間30分繰り上げ （13:55 - 14:25） | [ 58 ] [ 63 ]                         |
| 42 | 7月16日                 | ナーテルさんと雲子ちゃん                | 島根県雲南市              |                                     | [ 64 ] [ 65 ] [ 66 ]                  |
| 43 | 7月23日                 | 感謝カンゲキ雨嵐                        | 島根県雲南市              | [ 注 39 ]                           | [ 65 ] [ 67 ] [ 4 ] [ 5 ] [ 6 ] [ 7 ] |
| 44 | 7月30日                 | 野菜マシマシ事件                        | 島根県雲南市              |                                     | [ 65 ] [ 68 ]                         |
| 45 | 8月6日                  | Missフルスイング                        | 島根県雲南市              | [ 注 40 ]                           | [ 65 ] [ 69 ]                         |
| 46 | 8月20日                 | 金持神社の奇跡                          | 鳥取県日野町              |                                     | [ 70 ] [ 71 ]                         |
| 47 | 8月27日                 | サマーウォーズ                          | 鳥取県日野町              | 1時間30分繰り上げ （14:55 - 15:25） | [ 70 ] [ 72 ]                         |
| 48 | 9月3日                  | MARLE                                   | 鳥取県日野町              | [ 注 43 ] [ 注 22 ]                 | [ 70 ] [ 73 ]                         |
| 49 | 9月10日                 | カールおじさんと空飛ぶよしこ            | 鳥取県日野町              |                                     | [ 70 ] [ 74 ]                         |
| 50 | 9月24日                 | SLとリニアモーターカー                  | 島根県津和野町            |                                     | [ 75 ] [ 76 ] [ 10 ]                  |
| 51 | 10月1日                 | 怪奇現象と、うまっさん                  | 島根県津和野町            |                                     | [ 75 ] [ 77 ]                         |
| 52 | 10月8日                 | 凶と出るか、凶と出るか                  | 島根県津和野町            |                                     | [ 75 ] [ 78 ]                         |
| 53 | 10月15日                | 鳥取の源氏丸                            | 島根県津和野町            |                                     | [ 75 ] [ 79 ]                         |
| 54 | 11月5日                 | 2時半起きの永田さん                     | 鳥取県北栄町              | [ 注 44 ]                           | [ 80 ] [ 81 ] [ 82 ]                  |
| 55 | 11月12日                | 名探偵よしこ 忘却の誕生日（バースデー） | 鳥取県北栄町              |                                     | [ 80 ] [ 81 ] [ 83 ]                  |
| 56 | 11月19日                | ガッキー降臨                            | 鳥取県北栄町              | [ 注 45 ]                           | [ 80 ] [ 81 ] [ 84 ]                  |
| 57 | 11月26日                | 名探偵よしこ 失われた満月（フルムーン） | 鳥取県北栄町              |                                     | [ 80 ] [ 81 ] [ 85 ]                  |
| 58 | 12月3日                 | たっぷりかんちゃん                      | 島根県川本町              | [ 注 46 ]                           | [ 86 ] [ 87 ] [ 88 ]                  |
| 59 | 12月10日                | 笑ってツカれて!                         | 島根県川本町              |                                     | [ 86 ] [ 87 ] [ 89 ]                  |
| 60 | 12月17日                | 10周年だんだん                          | 島根県川本町              | [ 注 47 ]                           | [ 86 ] [ 87 ] [ 90 ]                  |
| 61 | 12月24日                | 東京事変とクリスマスコンサート          | 島根県川本町              | [ 注 47 ]                           | [ 86 ] [ 87 ] [ 91 ]                  |

### 2023年
| #               | 放送日 （日本海テレビ） | タイトル                                  | ロケ地                  | 備考                                        | 出典                                         |
| --------------- | ----------------------- | ----------------------------------------- | ----------------------- | ------------------------------------------- | -------------------------------------------- |
| 61.5 （新春SP） | 1月3日                  | 新春!カニと温泉で先輩おもてなしSP         | 鳥取県鳥取市            | 1時間スペシャル 火曜 15:00 - 15:55          | [ 92 ] [ 93 ]                                |
| 62              | 1月14日                 | 新しいカギ                                | 鳥取県智頭町            |                                             | [ 94 ] [ 95 ]                                |
| 63              | 1月21日                 | チェンソーウーマン                        | 鳥取県智頭町            |                                             | [ 94 ] [ 96 ]                                |
| 64              | 1月28日                 | 帰ってきた逆REC                           | 鳥取県智頭町            | [ 注 37 ] [ 注 49 ] [ 注 22 ]               | [ 94 ] [ 97 ]                                |
| 65              | 2月4日                  | 椎名桔平と軍鶏                            | 鳥取県智頭町            | [ 注 50 ]                                   | [ 94 ] [ 98 ] [ 99 ] [ 100 ] [ 101 ] [ 102 ] |
| 66              | 2月18日                 | よしこの母とディープの子                  | 島根県益田市            | [ 注 51 ] [ 注 52 ]                         | [ 103 ] [ 104 ]                              |
| 67              | 2月25日                 | がんばれゴエモン                          | 島根県益田市            | [ 注 51 ]                                   | [ 103 ] [ 105 ]                              |
| 68              | 3月4日                  | けそけそちはやふる                        | 島根県益田市            | [ 注 51 ] [ 注 53 ]                         | [ 103 ] [ 106 ]                              |
| 69              | 3月11日                 | ドンザメ                                  | 島根県益田市            | 2時間30分繰り上げ （13:55 - 14:25）         | [ 103 ] [ 107 ] [ 108 ]                      |
| 70              | 4月8日                  | 浜崎あゆみと牛のカウィー                  | 鳥取県琴浦町            | [ 注 56 ]                                   | [ 110 ] [ 111 ]                              |
| 71              | 4月15日                 | ことうら10分クッキング                    | 鳥取県琴浦町            |                                             | [ 110 ] [ 112 ]                              |
| 72              | 4月22日                 | いちご100%                                | 鳥取県琴浦町            | [ 注 57 ]                                   | [ 110 ] [ 113 ]                              |
| 73              | 4月29日                 | CMソングの女王                            | 鳥取県琴浦町            | [ 注 58 ]                                   | [ 110 ] [ 114 ]                              |
| 74              | 5月13日                 | 本当にあった奇妙な話                      | 島根県江津市            |                                             | [ 115 ] [ 116 ]                              |
| 75              | 5月20日                 | ジョージとアンノの台所                    | 島根県江津市            | 3時間30分繰り上げ （12:55 - 13:25）         | [ 115 ] [ 117 ]                              |
| 76              | 5月27日                 | 青木アナの大失態                          | 島根県江津市            | 2時間繰り上げ （14:25 - 14:55）             | [ 115 ] [ 118 ]                              |
| 77              | 6月3日                  | 風の国の銭神                              | 島根県江津市            | [ 注 65 ]                                   | [ 115 ] [ 119 ] [ 120 ] [ 121 ]              |
| 78              | 6月17日                 | まーちゃんの里帰りSP ラーメン&母校編      | 鳥取県大山町            | [ 注 67 ]                                   | [ 122 ] [ 123 ] [ 124 ] [ 125 ]              |
| 79              | 6月24日                 | まーちゃんの里帰りSP 〜涙!涙!涙!編〜      | 鳥取県大山町            |                                             | [ 122 ] [ 126 ]                              |
| 80              | 7月1日                  | まーちゃんの里帰りSP 〜無限アリ地獄編〜   | 鳥取県大山町            | 2時間30分繰り上げ （13:55 - 14:25）         | [ 122 ] [ 127 ]                              |
| 81              | 7月8日                  | まーちゃんの里帰りSP 〜カラス天狗伝説編〜 | 鳥取県大山町            | 2時間30分繰り上げ （13:55 - 14:25）         | [ 122 ] [ 128 ]                              |
| 82              | 7月15日                 | サンクチュアリ-牛の聖域-                  | 島根県隠岐の島町        | [ 注 70 ] [ 注 71 ]                         | [ 129 ] [ 130 ] [ 131 ]                      |
| 83              | 7月22日                 | キャンドルよしこ                          | 島根県隠岐の島町        | 2時間30分繰り上げ （13:55 - 14:25）         | [ 129 ] [ 130 ] [ 133 ]                      |
| 84              | 7月29日                 | 島のおさかな天国                          | 島根県隠岐の島町        | [ 注 70 ]                                   | [ 129 ] [ 130 ] [ 134 ]                      |
| 85              | 8月5日                  | 社長と師匠と回収ボーイ                    | 島根県隠岐の島町        | [ 注 70 ] [ 注 74 ] [ 135 ] [ 136 ] [ 137 ] | [ 129 ] [ 130 ] [ 138 ]                      |
| 86              | 8月19日                 | Fish Fight!                               | 鳥取県江府町            | 2時間30分繰り上げ （13:55 - 14:25）         | [ 139 ] [ 140 ] [ 141 ] [ 142 ] [ 143 ]      |
| 87              | 8月26日                 | おこわとほん怖                            | 鳥取県江府町            | 1時間30分繰り上げ （14:55 - 15:25）         | [ 140 ] [ 144 ]                              |
| 88              | 9月2日                  | それでもボクはやってない                  | 鳥取県江府町            |                                             | [ 140 ] [ 145 ]                              |
| 89              | 9月9日                  | 北の国から                                | 鳥取県江府町            | [ 注 65 ]                                   | [ 140 ] [ 146 ]                              |
| 90              | 9月23日                 | お願いランキング                          | 鳥取県若桜町            | [ 注 78 ]                                   | [ 147 ]                                      |
| 91              | 9月30日                 | 赤い唇と緑の唇                            | 鳥取県若桜町            | [ 注 78 ]                                   | [ 148 ]                                      |
| 92              | 10月7日                 | every.ルーヤ                              | 鳥取県若桜町            | 2時間30分繰り上げ （13:55 - 14:25）         | [ 149 ]                                      |
| 93              | 10月14日                | ぽっぽや                                  | 鳥取県若桜町            | [ 注 78 ]                                   | [ 150 ]                                      |
| 94              | 11月4日                 | 別班そば                                  | 島根県奥出雲町          |                                             | [ 151 ]                                      |
| 95              | 11月11日                | せきだバーベキュー                        | 島根県奥出雲町          |                                             | [ 152 ]                                      |
| 96              | 11月18日                | そろばんジャンキー                        | 島根県奥出雲町          |                                             | [ 153 ]                                      |
| 97              | 11月25日                | からかい上手のまひるさん                  | 島根県奥出雲町          |                                             | [ 154 ]                                      |
| 98              | 12月2日                 | 冠ジェーン                                | 鳥取県鳥取市 （青谷町） | [ 注 83 ] [ 注 84 ]                         | [ 155 ]                                      |
| 99              | 12月9日                 | 推しの酒                                  | 鳥取県鳥取市 （青谷町） | [ 注 83 ]                                   | [ 156 ]                                      |
| 100             | 12月16日                | 100回目の船出                             | 鳥取県鳥取市 （青谷町） | [ 注 83 ] [ 注 85 ]                         | [ 157 ]                                      |
| 101             | 12月23日                | わすれんぼうの弥生人                      | 鳥取県鳥取市 （青谷町） | [ 注 83 ] [ 注 86 ] [ 注 87 ]               | [ 158 ]                                      |

### 2024年
| #   | 放送日 （日本海テレビ） | タイトル                        | ロケ地                                        | 備考                                | 出典                    |
| --- | ----------------------- | ------------------------------- | --------------------------------------------- | ----------------------------------- | ----------------------- |
| 102 | 1月13日                 | 獅子舞とへんくう                | 島根県吉賀町                                  | [ 注 88 ]                           | [ 159 ]                 |
| 103 | 1月20日                 | ミートボールと鬼太鼓            | 島根県吉賀町                                  | [ 注 88 ]                           | [ 160 ]                 |
| 104 | 1月27日                 | びんびくちはやふる              | 島根県吉賀町                                  | [ 注 88 ] [ 注 89 ]                 | [ 161 ]                 |
| 105 | 2月3日                  | クイズ$冠オネア                 | 島根県吉賀町                                  | [ 注 88 ] [ 注 65 ]                 | [ 162 ]                 |
| 106 | 2月17日                 | たったもランキング              | 鳥取県日南町                                  | 35分繰り上げ （15:50 - 16:20）      | [ 163 ]                 |
| 107 | 2月24日                 | ガチャTuberMAHIKIN              | 鳥取県日南町                                  | 1時間30分繰り上げ （14:55 - 15:25） | [ 164 ] [ 165 ] [ 166 ] |
| 108 | 3月2日                  | 涙の白菜鍋                      | 鳥取県日南町                                  |                                     | [ 167 ]                 |
| 109 | 3月9日                  | 命名!冠・ルーヤ                 | 鳥取県日南町                                  | [ 注 94 ]                           |                         |
| 110 | 4月6日                  | 美肌といちご                    | 島根県浜田市                                  | [ 注 95 ]                           | [ 168 ]                 |
| 111 | 4月13日                 | ごくせん                        | 島根県浜田市                                  |                                     | [ 169 ]                 |
| 112 | 4月20日                 | 大乱闘スマッシュシスターズ      | 島根県浜田市                                  | [ 注 96 ]                           | [ 170 ]                 |
| 113 | 4月27日                 | ガンバレルーヤ!Fly high         | 島根県浜田市                                  |                                     | [ 171 ]                 |
| 114 | 5月11日                 | 注文の多い料理店                | 島根県飯南町                                  |                                     | [ 172 ]                 |
| 115 | 5月18日                 | 3周年クイズ大会〜前編〜         | 島根県飯南町                                  |                                     | [ 173 ]                 |
| 116 | 5月25日                 | 3周年クイズ大会〜後編〜         | 島根県飯南町                                  | 1時間55分繰り上げ （14:30 - 15:00） | [ 174 ] [ 175 ]         |
| 117 | 6月1日                  | ミュージックパフェ              | 島根県飯南町                                  | [ 注 99 ]                           | [ 176 ]                 |
| 118 | 6月15日                 | 岡山出張SP〜よしこそずる篇〜    | 岡山県津山市                                  | [ 注 100 ]                          | [ 28 ] [ 177 ]          |
| 119 | 6月22日                 | 岡山出張SP〜イチブトゼンブ篇〜  | 岡山県津山市                                  | 2時間30分繰り上げ （13:55 - 14:25） | [ 28 ] [ 178 ]          |
| 120 | 6月29日                 | 岡山出張SP〜牛魔王の本気篇〜    | 岡山県津山市                                  | [ 注 100 ] [ 注 102 ]               | [ 28 ] [ 179 ]          |
| 121 | 7月6日                  | 岡山出張SP〜ズバリ言うわよ!篇〜 | 岡山県津山市                                  | 2時間繰り上げ （14:25 - 14:55）     | [ 28 ] [ 180 ]          |
| 122 | 7月20日                 | 果実大恋愛                      | 島根県出雲市                                  | [ 注 104 ] [ 注 105 ]               | [ 181 ]                 |
| 123 | 7月27日                 | いずもなでしこ                  | 島根県出雲市                                  | 2時間繰り上げ （14:25 - 14:55）     | [ 182 ]                 |
| 124 | 8月3日                  | まひるの8点                     | 島根県出雲市                                  | [ 注 104 ] [ 注 105 ]               | [ 183 ]                 |
| 125 | 8月10日                 | 恩師の夢                        | 島根県出雲市                                  | 1時間繰り上げ （15:25 - 15:55）     | [ 184 ]                 |
| 126 | 8月24日                 | あゆと木村拓哉                  | 鳥取県鳥取市 （南部：河原町・用瀬町・佐治町） | [ 注 109 ] [ 注 110 ]               | [ 185 ] [ 186 ]         |
| 127 | 8月31日                 | あゆと人間国宝                  | 鳥取県鳥取市 （南部：河原町・用瀬町・佐治町） | 1時間25分繰り上げ （15:00 - 15:30） | [ 185 ] [ 187 ]         |
| 128 | 9月7日                  | 続・恩師の夢                    | 鳥取県鳥取市 （南部：河原町・用瀬町・佐治町） | 4時間30分繰り上げ （11:55 - 12:25） | [ 185 ] [ 188 ]         |
| 129 | 9月14日                 | 天体観測                        | 鳥取県鳥取市 （南部：河原町・用瀬町・佐治町） | 4時間30分繰り上げ （11:55 - 12:25） | [ 185 ] [ 189 ]         |
| 130 | 9月28日                 | 山くじらと神話旋風              | 島根県美郷町                                  | [ 注 114 ]                          | [ 190 ]                 |
| 131 | 10月5日                 | ガンバリルーヤ                  | 島根県美郷町                                  | 2時間繰り上げ （14:25 - 14:55）     | [ 191 ]                 |
| 132 | 10月12日                | ヤギとトマト                    | 島根県美郷町                                  | [ 注 114 ] [ 注 116 ] [ 注 86 ]     | [ 192 ]                 |
| 133 | 10月19日                | 宙船                            | 島根県美郷町                                  | [ 注 114 ]                          | [ 193 ]                 |
| 134 | 11月2日                 | 温泉街の混線                    | 島根県大田市                                  | [ 注 117 ] [ 注 118 ]               | [ 194 ]                 |
| 135 | 11月9日                 | 温泉津Perfume                   | 島根県大田市                                  | [ 注 118 ] [ 注 86 ]                | [ 195 ]                 |
| 136 | 11月16日                | スナックよしこと世界遺産        | 島根県大田市                                  | [ 注 118 ]                          | [ 196 ]                 |
| 137 | 11月23日                | よしことデートなう              | 島根県大田市                                  | [ 注 118 ]                          | [ 197 ]                 |
| 138 | 11月30日                | 魚介大戦争                      | 鳥取県境港市                                  | [ 注 119 ] [ 注 120 ]               | [ 198 ]                 |
| 139 | 12月7日                 | 妖怪ケーキ運び                  | 鳥取県境港市                                  | [ 注 121 ] [ 注 120 ]               | [ 199 ]                 |
| 140 | 12月14日                | 連続テレビ小説ネギっこ          | 鳥取県境港市                                  | [ 注 120 ]                          | [ 200 ]                 |
| 141 | 12月21日                | ハロウィンクリスマス            | 鳥取県境港市                                  | [ 注 120 ]                          | [ 201 ]                 |

### 2025年
| #   | 放送日 （日本海テレビ） | タイトル                       | ロケ地                  | 備考                                | 出典                          |
| --- | ----------------------- | ------------------------------ | ----------------------- | ----------------------------------- | ----------------------------- |
| 142 | 1月4日                  | 広島出張SP～大谷翔平篇～       | 広島県三次市            | 4時間30分繰り上げ （11:55 - 12:25） | [ 202 ]                       |
| 143 | 1月12日                 | 広島出張SP〜カーター大統領篇〜 | 広島県三次市            | 1日繰り下げ （日曜 15:00 - 15:30）  | [ 203 ]                       |
| 144 | 1月18日                 | 広島出張SP〜ワニの馬刺し篇〜   | 広島県三次市            | [ 注 19 ]                           | [ 204 ]                       |
| 145 | 1月25日                 | 広島出張SP〜冠スタジアム篇〜   | 広島県三次市            | [ 注 19 ]                           | [ 205 ]                       |
| 146 | 2月8日                  | 緊急事態!1人たりない           | 鳥取県鳥取市 （鹿野町） | 3時間30分繰り上げ （12:55 - 13:25） | [ 206 ]                       |
| 147 | 2月15日                 | カンパチルーヤ                 | 鳥取県鳥取市 （鹿野町） | [ 注 124 ] [ 注 127 ]               | [ 207 ]                       |
| 148 | 2月22日                 | まっさん降臨                   | 鳥取県鳥取市 （鹿野町） | 2時間繰り上げ （14:25 - 14:55）     | [ 208 ] [ 209 ] [ 32 ] [ 33 ] |
| 149 | 3月1日                  | White Love                     | 鳥取県鳥取市 （鹿野町） | [ 注 124 ]                          | [ 210 ]                       |
| 150 | 3月15日                 | 猛吹雪の熱戦                   | 鳥取県大山町            |                                     | [ 211 ]                       |
| 151 | 3月22日                 | ホットスポット                 | 鳥取県大山町            |                                     | [ 212 ]                       |
| 152 | 3月29日                 | グッドブロッコリー             | 鳥取県大山町            | 4時間30分繰り上げ （11:55 - 12:25） | [ 213 ]                       |
| 153 | 4月5日                  | あなたなしでは生きられない     | 鳥取県大山町            | [ 注 133 ]                          | [ 214 ]                       |
| 154 | 4月19日                 |                                | 岡山県真庭市            |                                     |                               |
| 155 |                         |                                | 岡山県真庭市            |                                     |                               |
| 156 |                         |                                | 岡山県真庭市            |                                     |                               |
| 157 |                         |                                | 岡山県真庭市            |                                     |                               |

## 放送局・配信元
ネット局
| 放送対象地域   | 放送局               | 系列           | 放送日時                     | 放送期間                      | ネット状況 | 備考                          |
| -------------- | -------------------- | -------------- | ---------------------------- | ----------------------------- | ---------- | ----------------------------- |
| 鳥取県・島根県 | 日本海テレビ（NKT）  | 日本テレビ系列 | 土曜 16:25 - 16:55           | 2021年5月15日 -               | 制作局     | [ 注 134 ] [ 注 12 ] [ 注 7 ] |
| 広島県         | 広島テレビ（HTV）    | 日本テレビ系列 | 月曜 1:25 - 1:55（日曜深夜） | 2022年4月20日 -               | 遅れネット |                               |
| 中京広域圏     | 中京テレビ（CTV）    | 日本テレビ系列 | 木曜 1:59 - 2:32（水曜深夜） | 2025年4月3日 -                | 遅れネット |                               |
| 群馬県         | 群馬テレビ（GTV）    | 独立局         | 日曜 9:30 - 10:00            | 2022年4月3日 -                | 遅れネット | [ 注 135 ]                    |
| 兵庫県         | サンテレビ（SUN-TV） | 独立局         | 月曜 22:30 - 23:00           | 2024年4月1日 -                | 遅れネット | [ 注 136 ]                    |
| 日本全域       | BSよしもと           | BS放送         | 土曜 17:30 - 18:00           | 2022年3月23日 - 2025年5月31日 | 遅れネット | [ 注 137 ]                    |

単発放送
| 放送対象地域 | 放送局                    | 系列           | 放送時間                     | 放送日                  | 備考                  |
| ------------ | ------------------------- | -------------- | ---------------------------- | ----------------------- | --------------------- |
| 青森県       | 青森放送（RAB）           | 日本テレビ系列 | 水曜 0:59 - 1:54（火曜深夜） | 2023年11月22日          | [ 注 138 ]            |
| 岩手県       | テレビ岩手（TVI）         | 日本テレビ系列 | 日曜 14:05 - 15:00           | 2023年12月10日          | [ 注 138 ]            |
| 宮城県       | ミヤギテレビ（MMT）       | 日本テレビ系列 | 火曜 0:59 - 1:29（月曜深夜） | 2022年4月5日 - 4月19日  | [ 注 139 ]            |
| 宮城県       | ミヤギテレビ（MMT）       | 日本テレビ系列 | 火曜 0:59 - 1:29（月曜深夜） | 2022年7月5日 - 7月19日  | [ 注 140 ]            |
| 宮城県       | ミヤギテレビ（MMT）       | 日本テレビ系列 | 日曜 1:00 - 1:30（土曜深夜） | 2023年4月2日            | [ 注 141 ]            |
| 宮城県       | ミヤギテレビ（MMT）       | 日本テレビ系列 | 火曜 0:59 - 1:29（月曜深夜） | 2023年4月4日 - 4月18日  | [ 注 142 ]            |
| 宮城県       | ミヤギテレビ（MMT）       | 日本テレビ系列 | 日曜 1:05 - 2:05（土曜深夜） | 2023年10月1日           | [ 注 138 ]            |
| 宮城県       | ミヤギテレビ（MMT）       | 日本テレビ系列 | 木曜 0:59 - 1:29（水曜深夜） | 2024年3月7日 - 3月28日  | [ 注 144 ]            |
| 宮城県       | ミヤギテレビ（MMT）       | 日本テレビ系列 | 日曜 1:00 - 1:30（土曜深夜） | 2024年3月31日           | [ 注 145 ]            |
| 宮城県       | ミヤギテレビ（MMT）       | 日本テレビ系列 | 火曜 0:59 - 1:29（月曜深夜） | 2024年9月24日           | [ 注 146 ]            |
| 宮城県       | ミヤギテレビ（MMT）       | 日本テレビ系列 | 金曜 0:59 - 1:29（木曜深夜） | 2024年9月27日           | [ 注 147 ]            |
| 宮城県       | ミヤギテレビ（MMT）       | 日本テレビ系列 | 火曜 0:59 - 1:29（月曜深夜） | 2024年10月1日 - 10月8日 | [ 注 148 ]            |
| 秋田県       | 秋田放送（ABS）           | 日本テレビ系列 | 火曜 0:45 - 1:45（月曜深夜） | 2024年1月2日            | [ 注 138 ]            |
| 山形県       | 山形放送（YBC）           | 日本テレビ系列 | 水曜 2:04 - 2:59（火曜深夜） | 2024年1月3日            | [ 注 138 ]            |
| 福島県       | 福島中央テレビ（FCT）     | 日本テレビ系列 | 火曜 0:59 - 1:54（月曜深夜） | 2023年4月25日           | [ 注 138 ]            |
| 富山県       | 北日本放送（KNB）         | 日本テレビ系列 | 金曜 15:48 - 16:50           | 2023年12月22日          | [ 注 138 ]            |
| 石川県       | テレビ金沢（KTK）         | 日本テレビ系列 | 木曜 3:04 - 4:00（水曜深夜） | 2024年1月4日            | [ 注 138 ]            |
| 中京広域圏   | 中京テレビ（CTV）         | 日本テレビ系列 | 日曜 0:55 - 1:55（土曜深夜） | 2023年5月14日           | [ 注 149 ] [ 注 138 ] |
| 山口県       | 山口放送（KRY）           | 日本テレビ系列 | 木曜 15:50 - 16:50           | 2023年12月28日          | [ 注 138 ]            |
| 徳島県       | 四国放送（JRT）           | 日本テレビ系列 | 日曜 16:00 - 16:55           | 2023年3月26日           | [ 注 138 ]            |
| 愛媛県       | 南海放送（RNB）           | 日本テレビ系列 | 月曜 15:50 - 16:50           | 2023年7月17日           | [ 注 138 ]            |
| 高知県       | 高知放送（RKC）           | 日本テレビ系列 | 土曜 15:00 - 15:55           | 2023年3月18日           | [ 注 138 ]            |
| 長崎県       | 長崎国際テレビ（NIB）     | 日本テレビ系列 | 月曜 5:30 - 6:30             | 2023年10月9日           | [ 注 138 ]            |
| 熊本県       | くまもと県民テレビ（KKT） | 日本テレビ系列 | 日曜 15:30 - 16:25           | 2023年5月14日           | [ 注 138 ]            |
| 鹿児島県     | 鹿児島読売テレビ（KYT）   | 日本テレビ系列 | 土曜 2:17 - 3:17（金曜深夜） | 2023年7月22日           | [ 注 138 ]            |

ネット配信
| 配信元          | 備考                              |
| --------------- | --------------------------------- |
| 日テレ無料TADA! | 放送終了後から1週間限定で無料配信 |
| TVer            | 放送終了後から1週間限定で無料配信 |
| Hulu            | 有料配信・全話視聴可能            |
| FANYチャンネル  | 有料配信・全話視聴可能            |
| Lemino          | 有料配信・全話視聴可能            |

## スタッフ
日本海テレビのスタッフは『オンガクお嬢Remix』と共通である。制作協力会社は『オンガクお嬢Remix』とは異なり、山陰ビデオシステム、メディア・テック、RSKプロビジョンのいずれかとなる。回によって異なる場合がある。
なお、#142 - #145（広島県三次市編）も山陰ビデオシステムが制作に協力しているため、通常と同一となる。
- 企画・構成：林田晋一
- 技術：山本芳朗（山陰ビデオシステム）、田中寛進（山陰ビデオシステム）、村本海（山陰ビデオシステム）、岩﨑修二（メディア・テック）、小原友嗣（メディア・テック）、下村瑶平（メディア・テック）[注 151]
- 美術：川合衣光子、上田夏美、森下真名、谷口裕美、常村優衣
- 編集：中原淳一
- MA：吉田章太（麻布プラザ→日本海テレビサービス）
- 音効：浅井孟義 (Benzie)
- メイク：中嶋ゆかり
- アクセサリー協力：アトリエEgg・スキーマ
- 車両協力：オートフレンド（スズキ販売鳥取中央）
- ロケ協力：ロケ地の関係機関など
- 営業：仲子宏明、福間勉、戸羽遥久
- 配信：石原賢一、坂根佳奈美
- ディレクター：足立哲也（山陰ビデオシステム）[注 152]、安達欣巨（メディア・テック）[注 153]、上杉昌宏[注 154]、福田理人[注 155]、長住雅之
- 総合演出：神田洋介
- プロデューサー：濵吉寛匡[注 156]
- チーフプロデューサー：徳岡玲矢[注 157]
- 協力：吉本興業
- 制作協力：山陰ビデオシステム、メディア・テック
- 制作著作：日本海テレビ

### 津山市編
#118 - #121（岡山県津山市編）は制作協力会社が異なるため、スタッフも異なる。
- 企画・構成：林田晋一
- 技術：横田康成（RSKプロビジョン）、池田知久（RSKプロビジョン）、大倉隆正（RSKプロビジョン）、小野実紗子（RSKプロビジョン）
- 美術：川合衣光子、上田夏美、森下真名、谷口裕美、常村優衣
- 編集：中原淳一
- MA：吉田章太（日本海テレビサービス）
- 音効：浅井孟義 (Benzie)
- メイク：中嶋ゆかり
- アクセサリー協力：アトリエEgg・スキーマ
- 車両協力：オートフレンド（スズキ販売鳥取中央）
- ロケ協力：岡山県津山市
- 営業：仲子宏明、山田百々花
- 広報：宮脇祐介
- 配信：石原賢一、坂根佳奈美
- ディレクター：三上央（RSKプロビジョン）、阿部祐介（RSKプロビジョン）、上杉昌宏[注 154]、福田理人[注 155]
- 総合演出：神田洋介
- プロデューサー：濵吉寛匡[注 156]、徳岡玲矢
- チーフプロデューサー：高梨善
- 協力：吉本興業
- 制作協力：RSKプロビジョン[注 158]
- 制作著作：日本海テレビ

### 過去
- 技術：阿部毅
- 美術：高取千絵
- メイク：東森雅
- 広報：宮脇祐介
- 配信：草刈浩明
- ディレクター：北村晏乃[注 159][219][220][221]、円城寺悟士（トラストネットワーク）[注 160][222][223][224]
- プロデューサー：馬田勉[注 161]
- チーフプロデューサー：山尾義己、中井孔人、高梨善

## 備考
- 日本海テレビ本社（鳥取県鳥取市）・島根総局（島根県松江市）とロケ現場の移動、中尾真亜理（お嬢、まっさん。日本海テレビアナウンサー）とガンバレルーヤがロケ現場移動の際には、「ハニー号」（トヨタ・タウンエース バン、『中尾真亜理の月刊FMお嬢』（日本海テレビ本社・島根総局とエフエム山陰本社・演奏所（島根県松江市）との移動に使用）、『しまね家の回覧板ほっと』[225]（島根県政情報番組。日本海テレビ本社・島根総局とロケ現場の移動、中山紗希（さき。日本海テレビアナウンサー）とみなと（子役）[226]がロケ現場移動の際に使用）と共用で、オートフレンド（スズキ販売鳥取中央）[注 162][227]が提供したもの。）が用いられている。運転は中尾（#137まで。#138から助手席カメラ担当）・神田洋介（総合演出）のいずれかが担当する。
  - 2023年12月10日の『オンガクお嬢Remix』#114「お嬢のテレビ道場」では、オートフレンド（スズキ販売鳥取中央）で中尾が「ハニー号」のタイヤ交換を行った[228]。
- 藤井貴彦（フリーアナウンサー、元日本テレビアナウンサー）は『冠ルーヤ』のファンで、TVerで全話、しかも何度も見ている（『冠ルーヤ』は日テレ系の番組ではあるが、日本テレビにはネットされていない。）[149]。
- 「知ろう、始めようエシカル消費」（2024年1月21日、くにびきメッセ）では、講演会「ご縁の国とエシカル消費」を生駒芳子（ファッション・ジャーナリスト、アート・プロデュース、工芸ブランドHIRUME総合プロデュース）が、環境絵本「地球の秘密」の読み聞かせを中尾真亜理（お嬢、まっさん。日本海テレビアナウンサー）が、エシカルトーク・エシカルクイズを生駒、ガンバレルーヤ（まひる、よしこ）がそれぞれ担当した[229][230]。なお、2024年1月18日の『おびわんっ!』で島根県職員がこのイベントの紹介を行った。